# Guindaste (Candelária)
O  Guindaste é um povoado português localizado na freguesia da Candelária, concelho da Madalena do Pico, ilha do Pico, arquipélago dos Açores. 